# Robert Chesebrough
Robert Augustus Chesebrough, (Londen, 9 januari 1837 – Spring Lake, 8 september 1933) was een Brits-Amerikaans scheikundige en uitvinder. Hij is het meest bekend geworden door de uitvinding van petroleumgelei, beter bekend geworden onder de handelsnaam Vaseline. Chesebrough patenteerde het productieproces voor het maken van vaseline in 1872 middels U.S. Patent 127,568. Hij was tevens de stichter van de maatschappij die later bekend werd onder de naam Chesebrough-Ponds, een vooraanstaand fabrikant van persoonlijke verzorgingsmiddelen. 
Chesebrough begon zijn carrière als chemicus met het distilleren van lampolie van de olie van potvissen. De ontdekking van aardolie in 1859 in Titusville (Pennsylvania) en het feit dat zijn fabricageproces niet meer rendabel was, hadden nog al wat gevolgen voor zijn werkzaamheden en dus reisde hij naar Titusville om te onderzoeken welke nieuwe producten en ontwikkelingen de nieuw gevonden brandstof konden opleveren. Hij hoorde daar van de zogenaamde "rod wax", een stroperige zwarte substantie die aan de boortorens en olieboren kleefde. Dit was een grote ergernis voor de arbeiders die het als afval zagen. Robert Chesebrough extraheerde uit deze substantie het geelwitte vaseline. Hiervoor werd de ruwe vaseline in vacuüm gedestilleerd en ontkleurd met behulp van beenderkool.
Door Chesebrough's succes  kreeg hij een rotsvast vertrouwen in zijn product. Voordat hij zijn Vaseline op de markt bracht, testte hij het middel door snij- en brandwonden te maken in zijn eigen lichaam. Ondanks dat hij het werking van het product op deze manier had bewezen, bleef de verkoop aan de drogisterijen uit, totdat hij tijdens een rondreis in de Staat New York zijn wondermiddel ging demonstreren. Ten overstaan van zijn publiek bracht hij zichzelf een brandwond toe met zuur of een open vlam, waarna hij de gelei op zijn wond aanbracht en hierbij tevens de littekens van zijn eerdere testen liet zien, onderwijl uitroepend “genezen, door het magische product!”  Om de vraag naar het middel te stimuleren, gaf hij gratis monsters uit. 
Chesebrough opende zijn eerste fabriek in 1870. De term Vaseline was verzonnen door gebruikmaking van de combinatie van het Duitse woord voor water, Wasser (door hem uitgesproken als Vahser), en het Griekse woord voor olie, elaion.
Chesebrough bereikte de leeftijd van 96 jaar en hij claimde deze hoge leeftijd ten gevolge van het dagelijks innemen van een lepel Vaseline. Hij geloofde zo steevast in het middel dat hij, na een aanval van pleuritis, zijn hele lichaam had ingesmeerd met het middel. Hij was in korte tijd genezen. 
Tegenwoordig hebben doktoren aangetoond dat Vaseline geen medisch effect heeft op het genezingsproces van blaren of wonden, het wordt zelfs niet door de huid geabsorbeerd. De genezende werking wordt toegeschreven aan het feit dat Vaseline de snij- en brandwonden afsluit van de lucht, waardoor voorkomen wordt dat bacteriën uit lucht in de wond binnendringen. Tevens draagt het middel er toe bij dat de verwonding soepel blijft, zodat voorkomen wordt dat het huidvocht te snel verdampt.
- Gemeinsame Normdatei: 117659371
- International Standard Name Identifier: 0000 0000 5321 2307
- Library of Congress Control Number: nr98007690
- National Archives and Records Administration: 10586434
- SNAC: w63077kx
- Virtual International Authority File: 46673613
- WorldCat: E39PBJkHjKycmkxQ7MTMwd8jYP